# Прямоволосник споріднений
Прямоволосник споріднений (Orthotrichum affine) — вид мохів порядку прямоволосникальних (Orthotrichales).

## Поширення
Батьківщиною є Європа, Африка, Північна Америка, Азія.
Населяє листяні дерева, затінені скелі, затінені ліси біля русел струмків, каньйонів, гір; від низьких до високих (0–3000 м).

## Характеристика
Рослини до 3 см. Стеблові листки прямовисні, притиснуті й прямі в сухому стані, язичкові, подовжено-яйцювато-ланцетні, 2–4 мм; краї вигнуті трохи нижче вершини, цілі; верхівка гостра. Спеціалізоване нестатеве розмноження відсутнє. Статевий стан зазвичай гоніоавтотичний. Коробочкові ніжки 1–2.2 см. Коробочка в зрілому віці довго-циліндрична, в старому й сухому стані циліндрична та звужена по всій довжині, 1.6–2.5 мм, сильно 8-ребриста на 2/3 довжини. Спори 15–18 мкм.

## Галерея

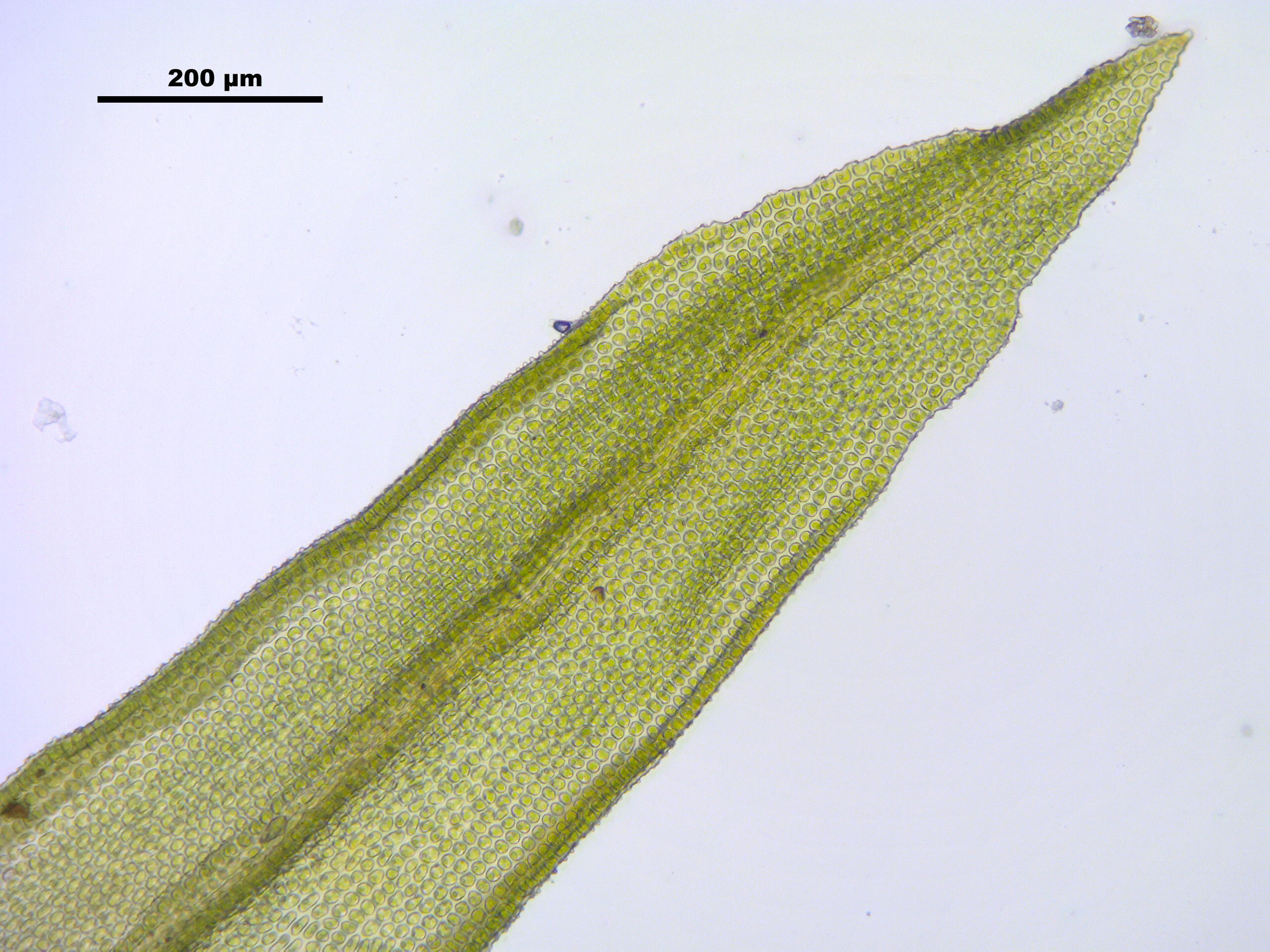
Листок
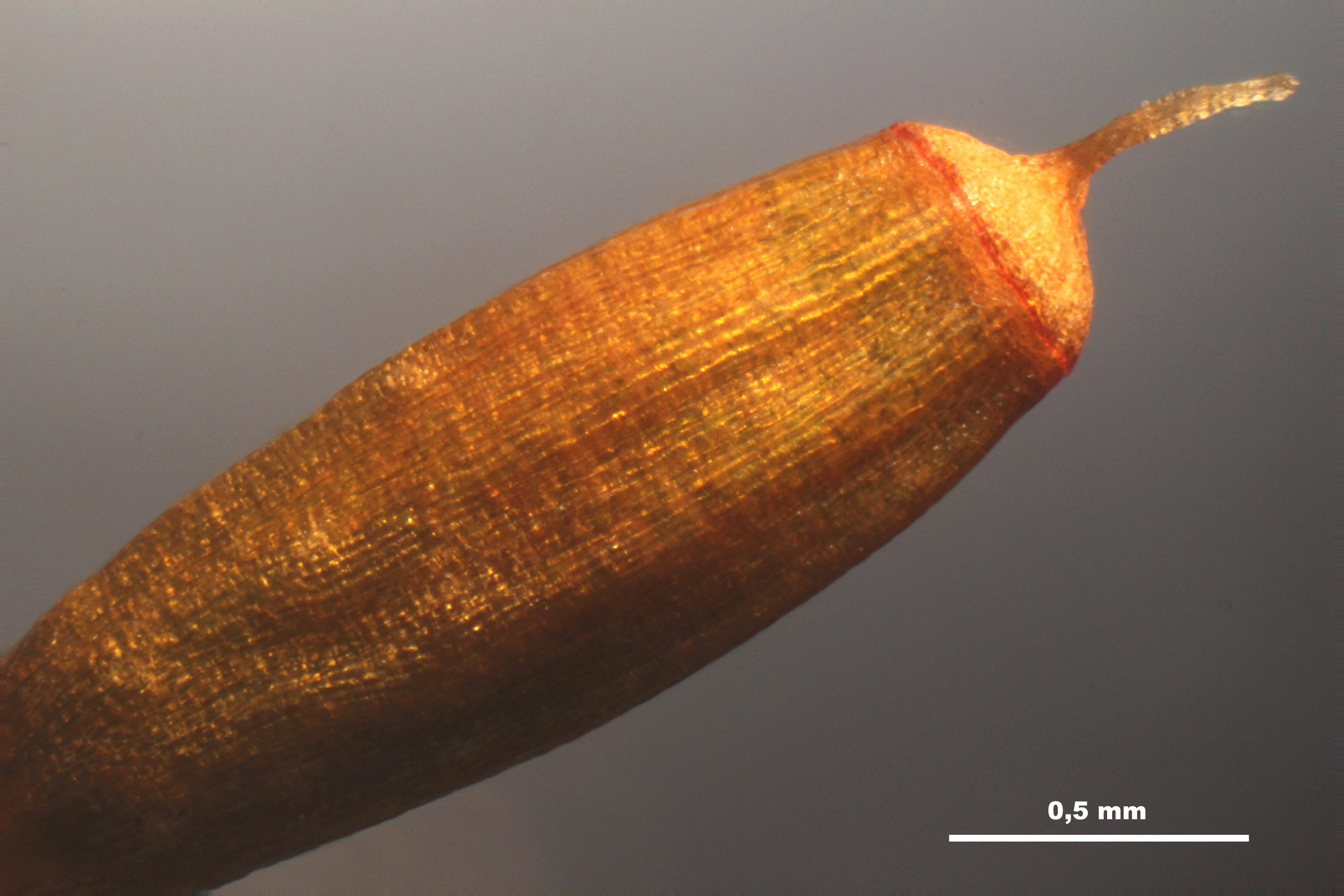
Коробочка
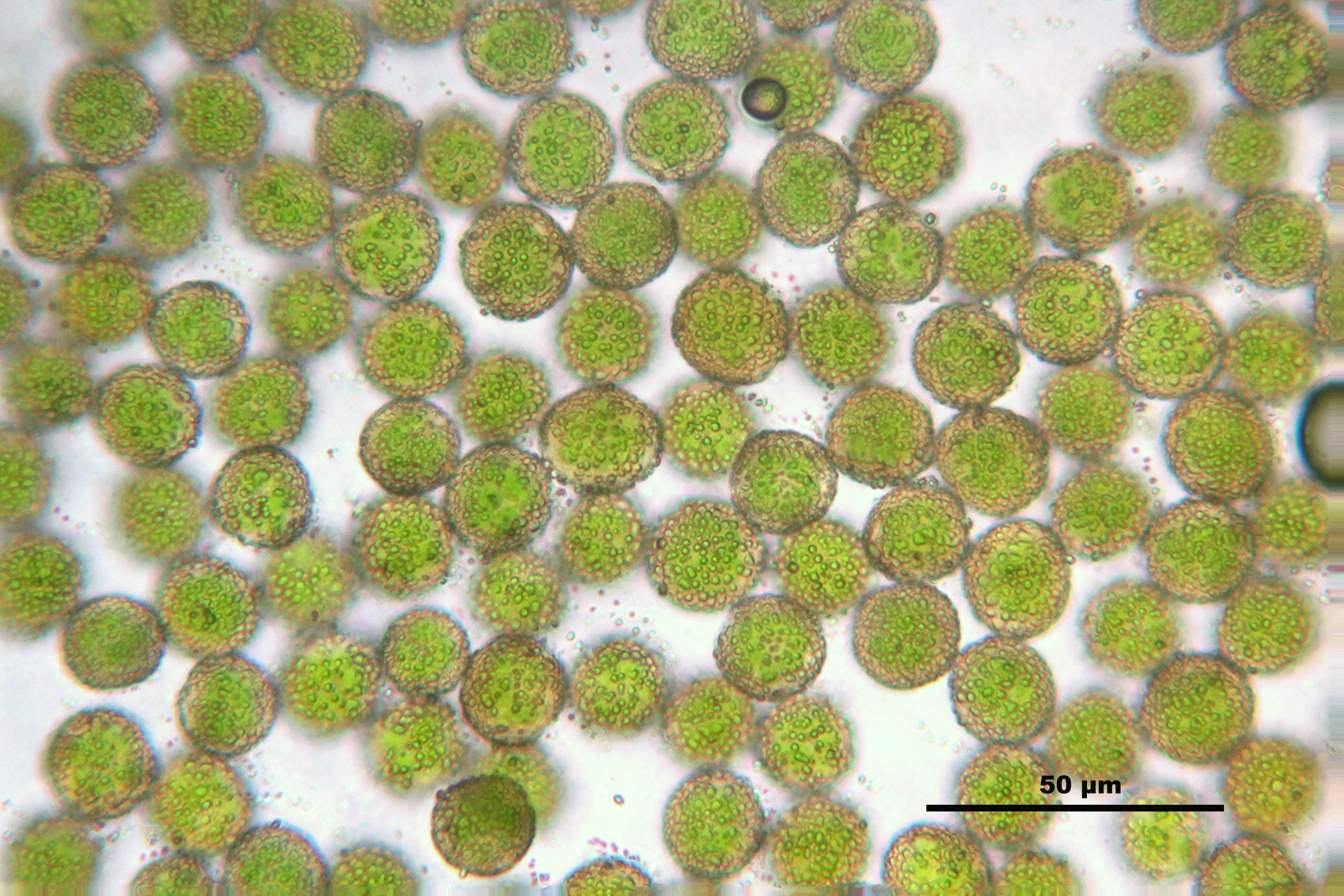
Спори